# تالزدا (أولاد سعيد)
تالزدا هو دُوَّار يقع بجماعة بني بوفراح، إقليم الحسيمة، جهة طنجة تطوان الحسيمة في المملكة المغربية. ينتمي الدوّار لمشيخة أولاد سعيد التي تضم 6 دواوير. يقدر عدد سكانه بـ 284 نسمة حسب الإحصاء الرسمي للسكان والسكنى لسنة 2004.

## روابط خارجية
- البوابة الوطنية للجماعات الترابية نسخة محفوظة 12 مارس 2018 على موقع واي باك مشين.
- المندوبية السامية للتخطيط